# Khon Kaen
Khon Kaen (thailändisch ขอนแก่น) ist die Hauptstadt des Landkreises (Amphoe) Mueang Khon Kaen und der Provinz Khon Kaen in der Nordostregion von Thailand, dem Isan. Khon Kaen ist eine von vier Großstädten in Nordostthailand und eines der wichtigsten wirtschaftlichen, kulturellen, Bildungs- und Verkehrszentren der Region.

## Lage

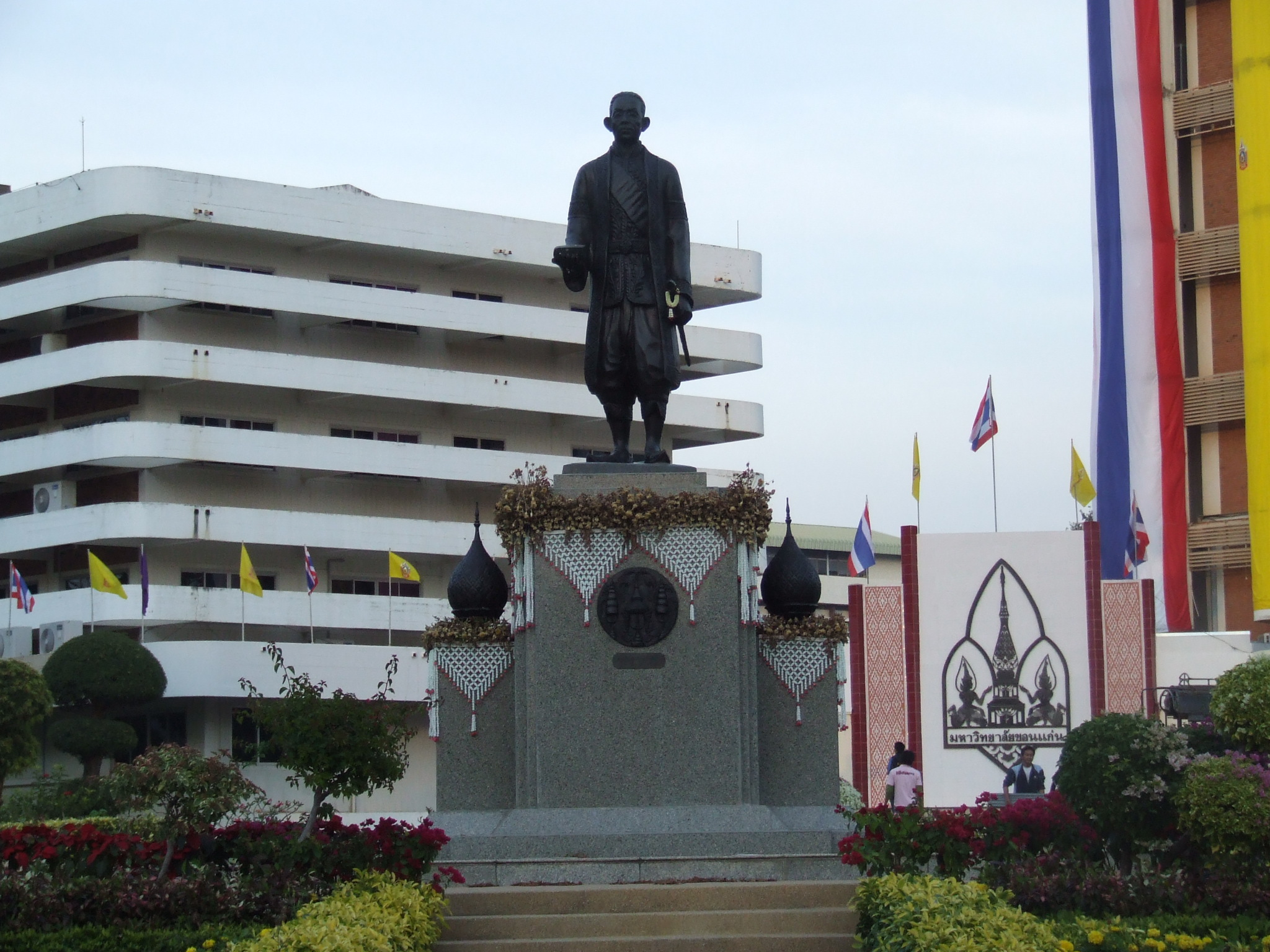
Statue von König Rama IV. - Universität von Khon Kaen

Khon Kaen liegt im Nordosten am Rande einer wenig fruchtbaren Karstebene, dem Khorat-Plateau, und dem fruchtbaren Gebiet, das sich nördlich anschließt. Die Stadt ist etwa 380 Kilometer Luftlinie (449 Straßenkilometer) von der Hauptstadt Bangkok entfernt, besitzt einen Flughafen und liegt an der Bahnlinie Bangkok – Nong Khai (Grenze zu Laos). Außerdem führen die Schnellstraßen Thanon Mittraphap (Highway 2) und die Thailand Route 12 (Highway 12) am Ort vorbei. Es gibt regelmäßige Busverbindungen in alle größeren Städte Zentral-, Nord- und Nordost Thailands.

## Wirtschaft und Bedeutung

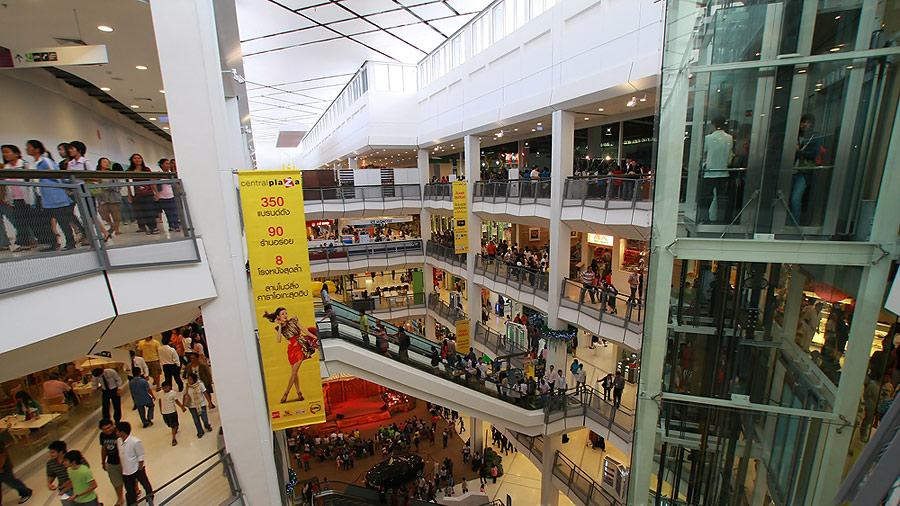
Einkaufszentrum Central Plaza in Khon Kaen

Khon Kaen ist nach Nakhon Ratchasima das wichtigste Handelszentrum im Isan. Hier befinden sich eine der größten und führenden Universitäten Nordost-Thailands, die Universität Khon Kaen mit ca. 40.000 Studenten, ein Nebencampus der Technischen Universität Rajamangala Isan mit Fakultäten für Ingenieurwissenschaften und Berufsschulpädagogik, sowie ein Ableger des Thai-German Technical Institute. Auffällig sind die vielen weiterbildenden Schulen.
Die Textilindustrie (insbesondere Seide) bildet einen Wirtschaftszweig von einiger Bedeutung.

### Flughafen
- Flughafen Khon Kaen (IATA-Flughafencode: KKC)

### Eisenbahn
Khon Kaen besitzt einen barrierefreien Bahnhof an der Bahnstrecke Nakhon Ratchasima–Nong Khai, die einerseits die Verbindung nach Bangkok herstellt und jenseits von Nong Khai über den Mekong bis nach Laos führt.

### Tourismus
Khon Kaen besitzt mit dem Hotel „Pullman Khon Kaen Raja Orchid“ das einzige 5-Sterne-Hotel und die einzige Gasthausbrauerei des Isan. Außerdem befinden sich in Khon Kaen noch zwei Hotels der Kategorie 4 Sterne, das Kosa (als ältestes Hotel der Luxuskategorie der Stadt) und das Charoen Thani.

## Geschichte

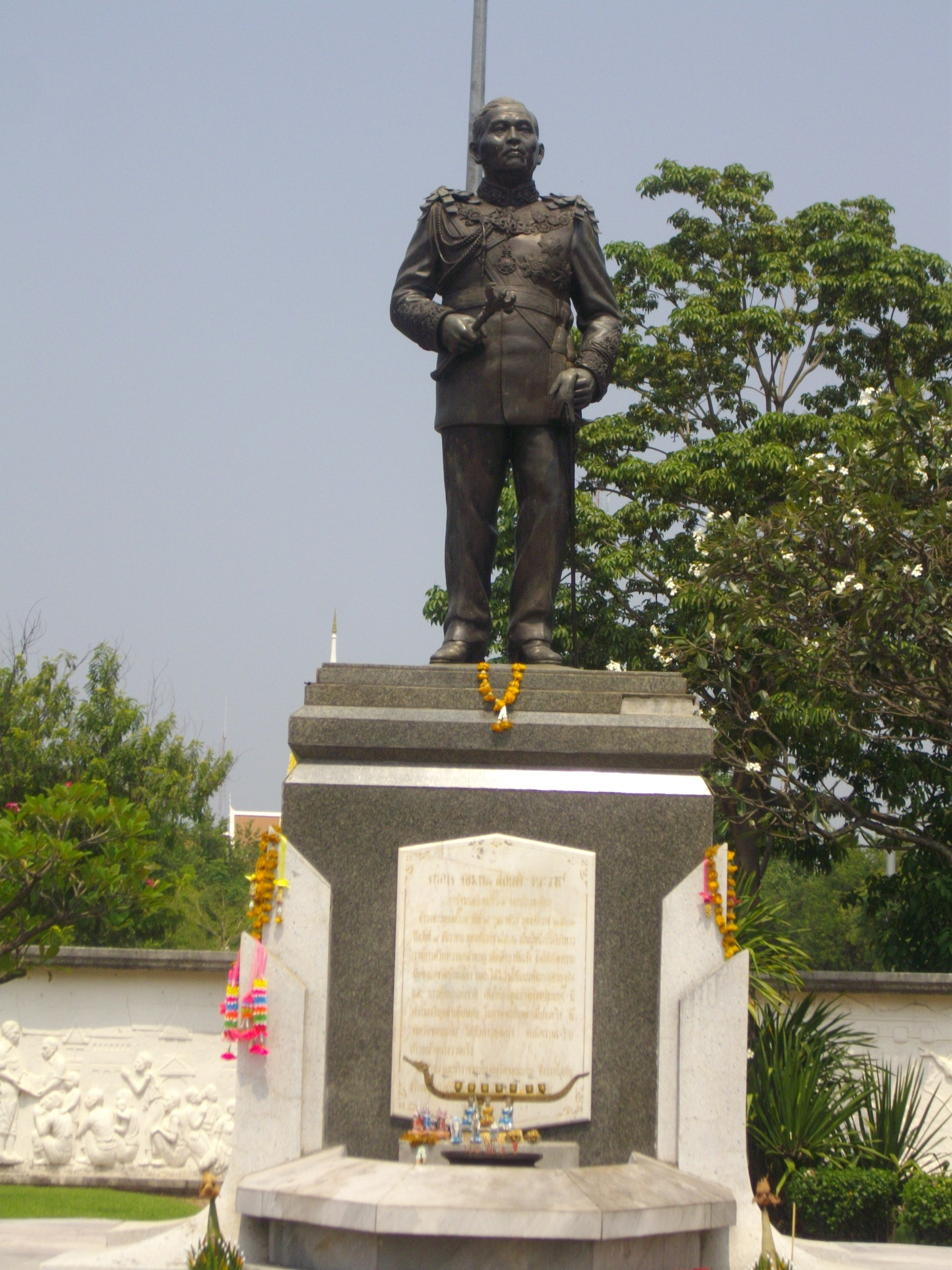
Denkmal für Sarit Thanarat in Khon Kaen.

Die Gegend ist schon seit der Vorzeit besiedelt, wie Ausgrabungen und Siedlungsspuren zeigen. Geschichtlich tritt Khon Kaen mit der Dvaravati-Periode (etwa 8. bis 11. Jahrhundert) in den Blickpunkt. Danach wurde die Gegend vom Khmer-Reich von Angkor beherrscht.
Die Stadt wurde um 1789 unter dem Namen Ban Bueng Bon als vierte Kolonie des Lao-Königreichs Champasak im Becken des Mae Nam Chi (Chi-Fluss) gegründet. Seine ersten Bewohner kamen aus Müang Suwannaphum in der heutigen Provinz Roi Et. Champasak war zu der Zeit ein Vasallenfürstentum Siams. Die ursprüngliche Lage der Stadt markiert der Tempel Phra That Kham Kaen, etwa 30 Kilometer von der heutigen Stadtlage entfernt. Bald sagte sich Khon Kaen von Champasak los und nahm direkte Beziehungen zur siamesischen Krone auf. So waren die abzuführenden Steuerabgaben und Arbeitsdienste geringer. 1797 wurde es der Chronik des Monthon Isan zufolge zum Müang erhoben und in Khon Kaen umbenannt. Khon Kaen war ein relativ unbedeutendes Müang bzw. später Provinz. 1933 wurde Khon Kaen durch eine Bahnstrecke mit Bangkok verbunden.
Das heutige Stadtzentrum wurde Mitte der 1960er-Jahre angelegt, nach einem Plan des diktatorischen Ministerpräsidenten Sarit Thanarat, der Khon Kaen zur inoffiziellen Hauptstadt der Nordostregion machen wollte. Sarit war selbst im Isan aufgewachsen und war um die Entwicklung der Region bemüht. Er hatte auch die Gründung der Universität Khon Kaen betrieben, der ersten Universität des Nordostens und überhaupt einer der ersten Universitäten außerhalb Bangkoks. Ihm zu Ehren wurde in Khon Kaen 1984 ein Denkmal errichtet.
1964 wurde Khon Kaen über die Thanon Mittraphap, die erste bei jedem Wetter befahrbare Schnellstraße des Nordostens mit Bangkok verbunden. In der Folgezeit bekam Khon Kaen einen Flughafen und 1975 ein Universitätsklinikum (nach der Mutter des Königs Srinagarind-Krankenhaus genannt). Die hervorragende Infrastruktur begünstigte die Ansiedlung von Wirtschaftsbetrieben und das schnelle Wachstum der Einwohnerzahl. 1995 bekam es den Verwaltungsstatus einer Großstadt (Thesaban Nakhon). Der Flughafen wurde 2005 nach internationalen Standards ausgebaut.

## Sehenswürdigkeiten

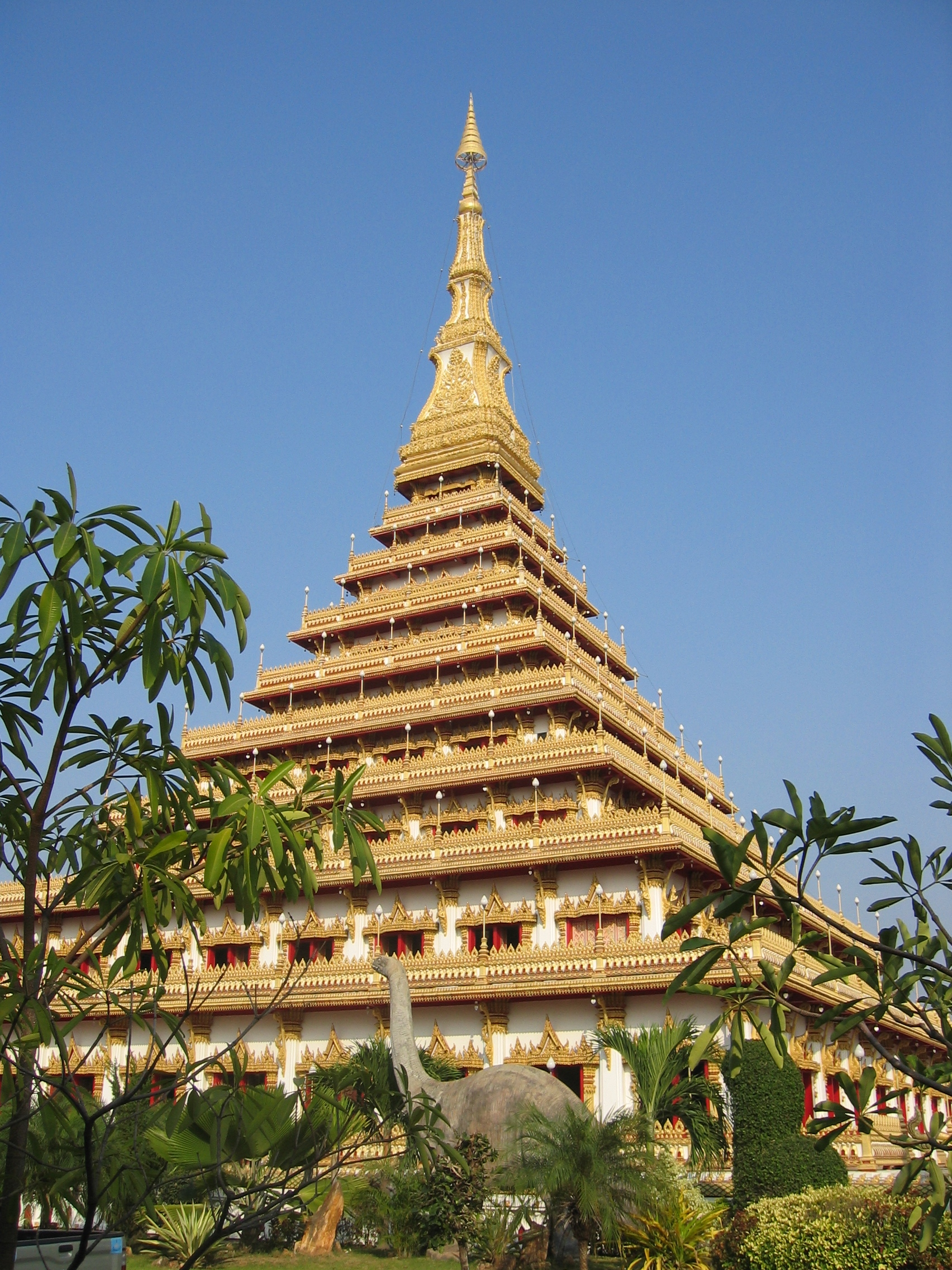
Phra Mahathat Kaen Kakhon

- Nationalmuseum Khon Kaen (Thai: พิพธภัณฑสถานแห่งชาติขอนแก่น) – mit den bronzezeitlichen Funden aus dem Ort Ban Chiang, die teilweise mehr als 5000 Jahre alt sind. Eine Abteilung zeigt Objekte aus der Dvaravati-Periode (Buddha-Statuen, Votivtafeln, Schmuck). Im Hof sind mehrere sehenswerte mit Reliefs geschmückte Bai Sema ebenfalls aus der Dvaravati-Zeit zu sehen. Alltagsgegenstände der Bauern und Seidenherstellung sowie eine geschichtliche Übersicht der Provinz runden das Angebot ab (siehe auch: Nationalmuseum in Thailand).
- Phra Mahathat Kaen Nakhon (Thai: พระมหาธาตุแก่นนคร) – der 9-stöckiger Stupa im Wat Nong Waeng (วัดหนองแวง), daher auch „Phra That Nong Waeng“ (พระธาตุหนองแวง) genannt, liegt im Südosten der Stadt.
- Bueng Kaen Nakhon (Thai: บึงแก่นนคร) – der See im südöstlichen Teil der Stadt ist das örtliche Naherholungsgebiet. Abends öffnen viele Restaurants und Unterhaltungsbetriebe rings um den See.
- Hong Mun Mang (Thai: โฮงมูนมัง) – Museum am Bueng Kaen Nakhon

## Lokale Feste
- Khon Kaen International Marathon – Ende Januar/Anfang Februar[5]
- Landwirtschaftsmesse – Ende Januar/Anfang Februar[6]
- Seidenfest – Ende November/Anfang Dezember finden Tänze und Umzüge statt mit einer Schau der Seidenweber[7]
- Thailändisch-Deutsches Fest an der Universität[8]

## Sport
Der Fußballklub Khon Kaen United FC ist in Khon Kaen ansässig.

## Persönlichkeiten
- Paul Trairong Multree (* 1976), römisch-katholischer Geistlicher, Bischof von Surat Thani
- Pitipong Kuldilok (* 1980), Fußballspieler
- Mantehwa Lahmsombat (* 1981), Fußballspieler
- Patipan Robroo (* 1981), Fußballtrainer
- Seksan Chaothonglang (* 1983), Fußballspieler
- Panuwat Kongchan (* 1983), Fußballspieler
- Kitsada Hemvipat (* 1984), Fußballspieler
- Yuttapong Srilakorn (* 1985), Fußballspieler
- Jirawat Makarom (* 1986), Fußballspieler
- Wicha Nantasri (* 1986), Fußballspieler
- Peerawis Ritsriboon (* 1986), Fußballspieler
- Piyaphon Phanichakul (* 1987), Fußballspieler
- Tongchai Pohnang (* 1987), Fußballspieler
- Pairote Sokam (* 1987), Fußballspieler
- Piyawat Intarapim (* 1988), Fußballspieler
- Issarapong Lilakorn (* 1988), Fußballspieler
- Pichet Suphomuang (* 1988), Fußballtrainer
- Charin Boodhad (* 1989), Fußballspieler
- Pitak Noikwa (* 1989), Fußballspieler
- Mongkol Woraprom (* 1989), Fußballspieler
- Wisanusak Oun-noi (* 1990), Fußballspieler
- Tassanapong Muaddarak (* 1991), Fußballspieler
- Sakolwat Skollah (* 1991), Fußballspieler
- Athibordee Atirat (* 1992), Fußballspieler
- Anan Buasang (* 1992), Fußballspieler
- Paphawin Sirithongsopha (* 1992), Fußballspieler
- Sunisa Khotseemueang (* 1993), Siebenkämpferin
- Saranon Anuin (* 1994), Fußballspieler
- Prasit Jantum (* 1995), Fußballspieler
- Phattharaphol Khamsuk (* 1996), Fußballspieler
- Jakkrawut Songma (* 1996), Fußballspieler
- Jakkrit Songma (* 1996), Fußballspieler
- Apirak Woravong (* 1996), Fußballspieler
- Sirimongkhon Jitbanjong (* 1997), Fußballspieler
- Veerapong Khorayok (* 1997), Fußballspieler
- Sarawin Saengra (* 1997), Fußballspieler
- Kanyanat Chetthabutr (* 1999), Fußballspielerin
- Chayanan Khamphala (* 1999), Fußballspieler
- Jaturapat Sattham (* 1999), Fußballspieler
- Siriwat Ingkaew (* 2002), Fußballspieler
- Kittpat Inthawong (* 2003), Fußballspieler
- Chinnawat Prachuabmon (* 2004), Fußballspieler
- Wichakorn Saenwim (* 2004), Fußballspieler
- Kanokpon Cherkota (* 2005), Fußballspieler
- Wansakda Kaoboon (* 2005), Fußballspieler
- Thanawut Phochai (* 2005), Fußballspieler
- Jiradet Taichankong (* 2006), Fußballspieler